# Joseph Hoàng Văn Tiệm
Joseph Hoàng Văn Tiệm (Hải Sơn, 12 settembre 1936 – Bùi Chu, 17 agosto 2013) è stato un vescovo cattolico vietnamita.

## Biografia
Joseph Hoàng Văn Tiệm nacque il 12 settembre 1936 a Hải Sơn, comune nel distretto Hải Hậu della provincia di Nam Dinh. A causa della guerra fuggì a sud nel 1954 stabilendosi a Saigon.
Entrò in seminario all'età di 10 anni prima nella sua città natale e poi a Saigon. Nel 1960 decise di entrare nella Società salesiana di San Giovanni Bosco. Fu inviato due anni dopo ad Hong Kong per studiare filosofia e in seguito fu mandato in Israele per frequentare l'istituto teologico salesiano di Cremisan a Betlemme, dove fu ordinato prete il 19 aprile 1973.
Tornato in patria fu per due anni professore di teologia presso l'istituto salesiano di Ðà Lat e poi fu nominato parroco della parrocchia di Thanh Bình, sempre a Ðà Lat. Nel 1995 tornò ad insegnare teologia presso il seminario di Hanoi.

### Ministero episcopale
Il 4 luglio 2001 papa Giovanni Paolo II lo nominò vescovo di Bùi Chu. Ricevette l'ordinazione episcopale l'8 agosto 2001 per imposizione delle mani del cardinale Paul Joseph Phạm Đình Tụng.
Durante il suo episcopato investì molto sulla formazione e preparazione dei seminaristi e dei sacerdoti, organizzando così il lavoro pastorale per le varie parrocchie della diocesi. Grazie a tale lavoro vide incrementare il numero delle vocazioni al sacerdozio tra i giovani della diocesi e infatti tra le opere da lui promosse ci fu anche l'apertura di un nuovo seminario maggiore per la formazione del clero locale.
Resse la diocesi per dodici anni quando morì improvvisamente per un infarto il 17 agosto 2013 a Bùi Chu all'età di 76 anni.

## Genealogia episcopale e successione apostolica
La genealogia episcopale è:
- Cardinale Scipione Rebiba
- Cardinale Giulio Antonio Santori
- Cardinale Girolamo Bernerio, O.P.
- Vescovo Claudio Rangoni
- Arcivescovo Wawrzyniec Gembicki
- Arcivescovo Jan Wężyk
- Vescovo Piotr Gembicki
- Vescovo Jan Gembicki
- Vescovo Bonawentura Madaliński
- Vescovo Jan Małachowski
- Arcivescovo Stanisław Szembek
- Vescovo Felicjan Konstanty Szaniawski
- Vescovo Andrzej Stanisław Załuski
- Arcivescovo Adam Ignacy Komorowski
- Arcivescovo Władysław Aleksander Łubieński
- Vescovo Andrzej Stanisław Młodziejowski
- Arcivescovo Kasper Kazimierz Cieciszowski
- Vescovo Franciszek Borgiasz Mackiewicz
- Vescovo Michał Piwnicki
- Arcivescovo Ignacy Ludwik Pawłowski
- Arcivescovo Kazimierz Roch Dmochowski
- Arcivescovo Wacław Żyliński
- Vescovo Aleksander Kazimierz Bereśniewicz
- Arcivescovo Szymon Marcin Kozłowski
- Vescovo Mečislovas Leonardas Paliulionis
- Arcivescovo Bolesław Hieronim Kłopotowski
- Arcivescovo Jerzy Józef Elizeusz Szembek
- Vescovo Stanisław Kazimierz Zdzitowiecki
- Cardinale Aleksander Kakowski
- Papa Pio XI
- Vescovo Jean-Baptiste Nguyễn Bá Tòng
- Vescovo Thaddée Anselme Lê Hữu Từ, O.Cist.
- Cardinale Joseph Marie Trịnh Như Khuê
- Cardinale Paul Joseph Phạm Đình Tụng
- Vescovo Joseph Hoàng Văn Tiệm, S.D.B.

La successione apostolica è:
- Vescovo Pierre Nguyễn Văn Đệ, S.D.B. (2006)